# 패트릭 오브라이언
패트릭 오브라이언(Patrick O'Brian, 1914년 12월 12일 ~ 2000년 1월 2일)은 영국의 소설가, 번역가이다. 대표작으로는 《오브리-머투린 시리즈》(전 20권)가 있다.

## 같이 보기
- 제10대 던도날드 백작 토머스 코크레인